# Gayam (Sukoharjo)
Gayam is een bestuurslaag in het regentschap Sukoharjo van de provincie Midden-Java, Indonesië. Gayam telt 9794 inwoners (volkstelling 2010).